# Râmnicu Sărat
Râmnicu Sărat, (en allemand Rümnick où Rebnick, en russe Rymnik, en turc Remnik), parfois transcrit en français Rimnik, est une ville de Roumanie, dans le județ de Buzău, sur la rivière Râmnicu.
Elle est située dans une plaine dans les Carpates orientales. Sa population était de 13 134 habitants en 1900, dont 1 500 Juifs Elle a aujourd'hui de 40 172 habitants (2004).

## Histoire
Râmnicu Sărat fut le site de batailles entre les Moldaves et les Valaques en 1434 et 1573, et entre les Valaques et les Ottomans en 1634, et entre les russes et les Ottomans en 1789, pendant la guerre russo-turque de 1787-1792, lorsque le général Souvorov, à la tête d'une armée russe et autrichienne, battit les Turcs, fit connaître la ville sous l'orthographe « Rymnik » ou « Rimnik » (voir : bataille de Râmnic), et prit ainsi le surnom de Rymniktsky.
En 1854, la ville fut presque entièrement détruite par un incendie et reconstruite.
En novembre 1916 et en août 1944 elle fut aussi le théâtre de batailles opposant les armées allemandes et les roumaines : en 1916 ce furent les Allemands qui vainquirent, en 1944 ce furent les Roumains, comme le commémore le monument aux morts.
Comme toute la Roumanie, Râmnicu Sărat est soumis aux régimes dictatoriaux carliste, fasciste et communiste de février 1938 à décembre 1989. La prison de la localité est un bon exemple de goulag à la roumaine.
Depuis 1990, avec le rétablissement de la démocratie et l'ouverture des frontières, la ville se développe comme marché agro-alimentaire, en lien notamment avec le développement de l'agriculture industrielle dans la plaine valaque sur les terres achetées par des investisseurs allemands et français.

## Galerie

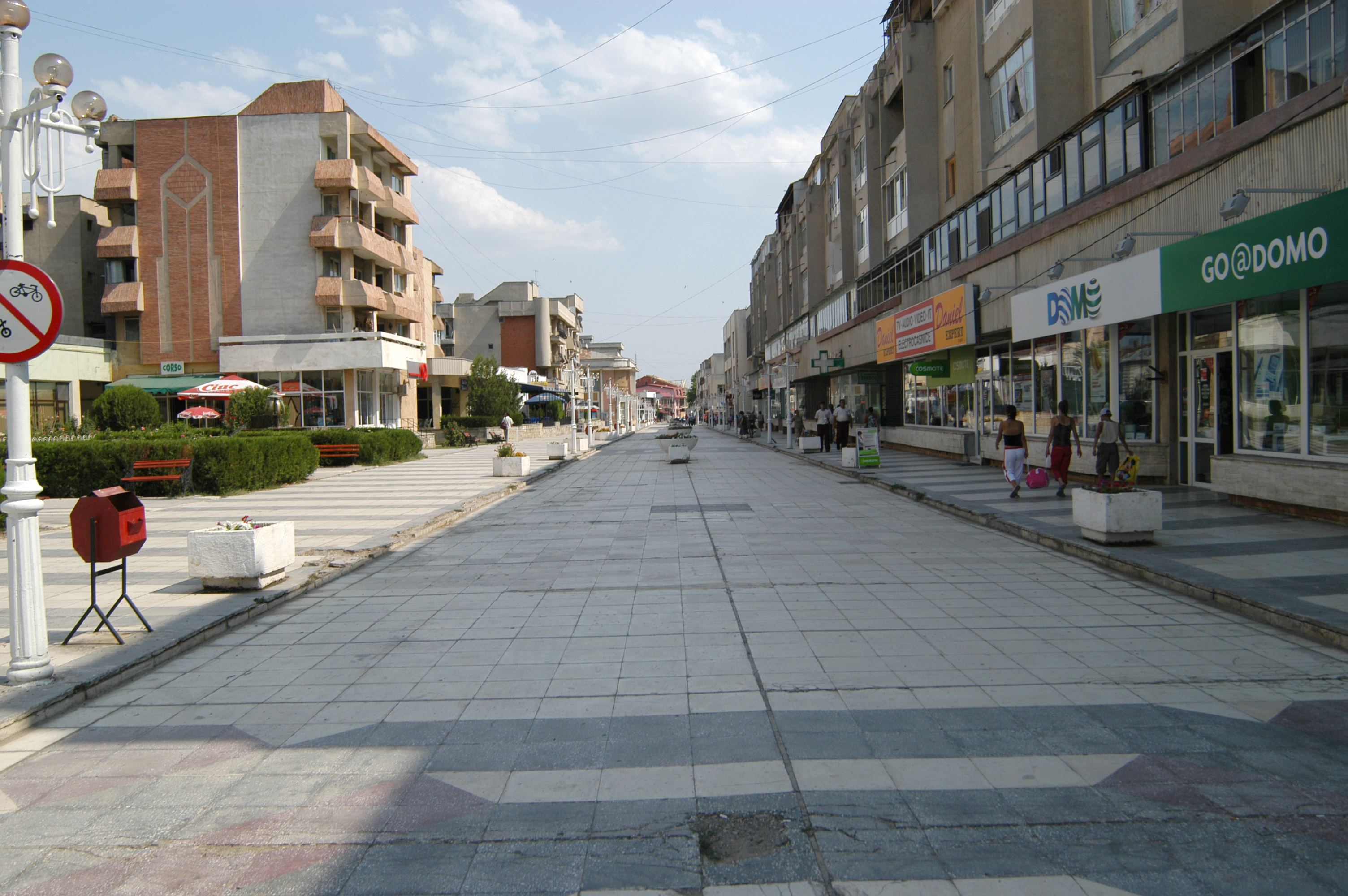
Une rue piétonne du centre
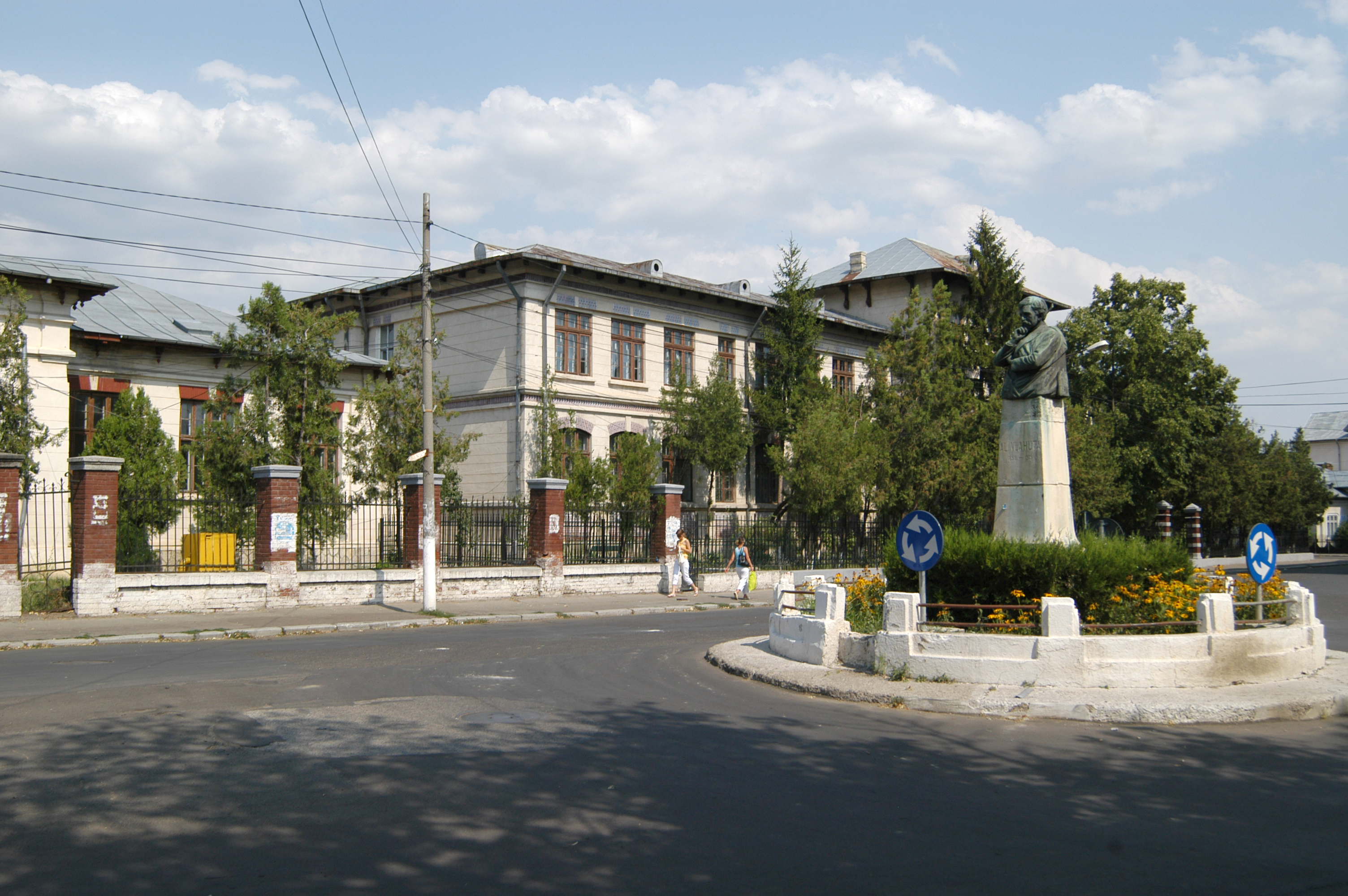
Établissement scolaire
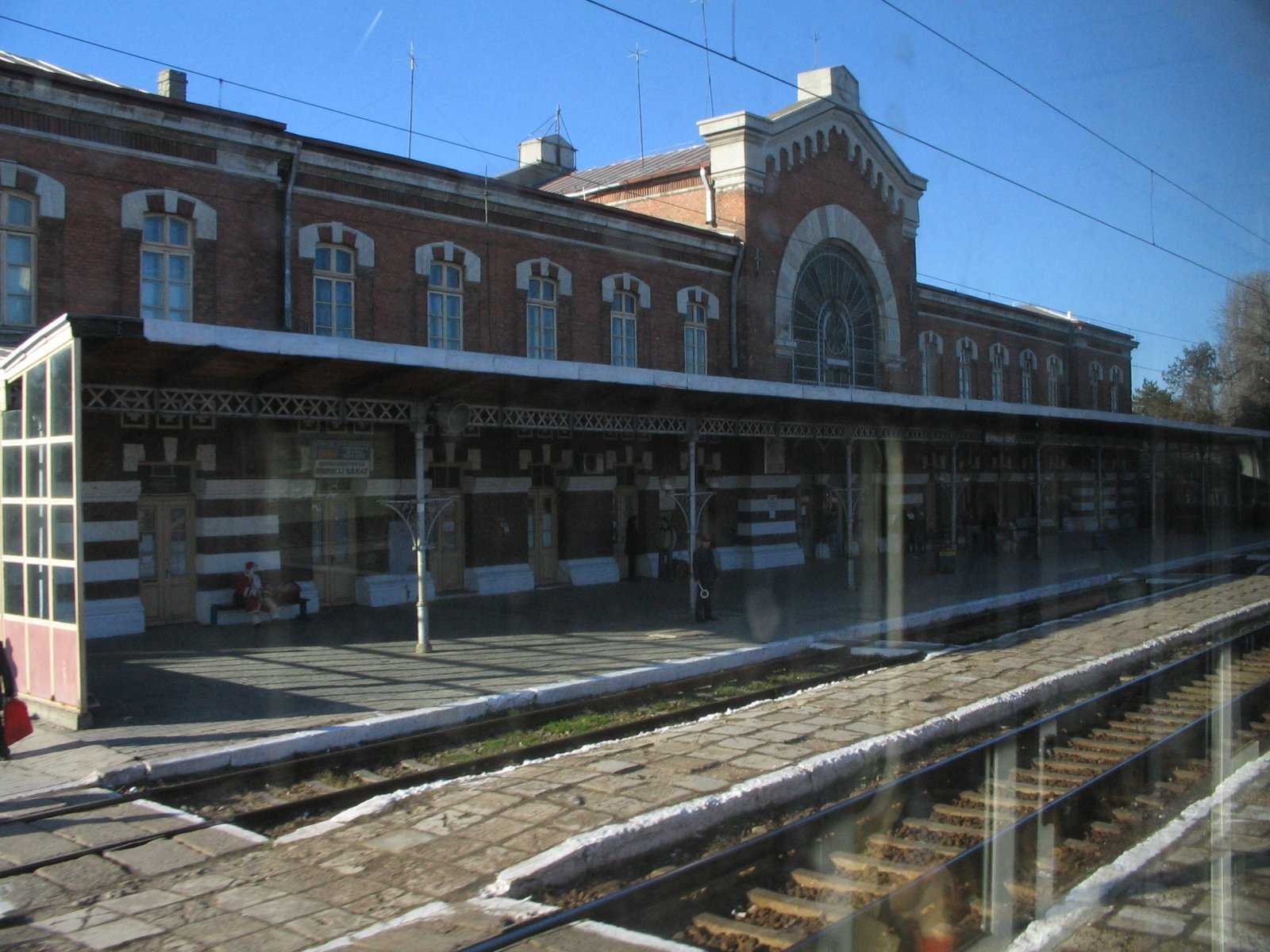
La gare de Râmnicu Sărat
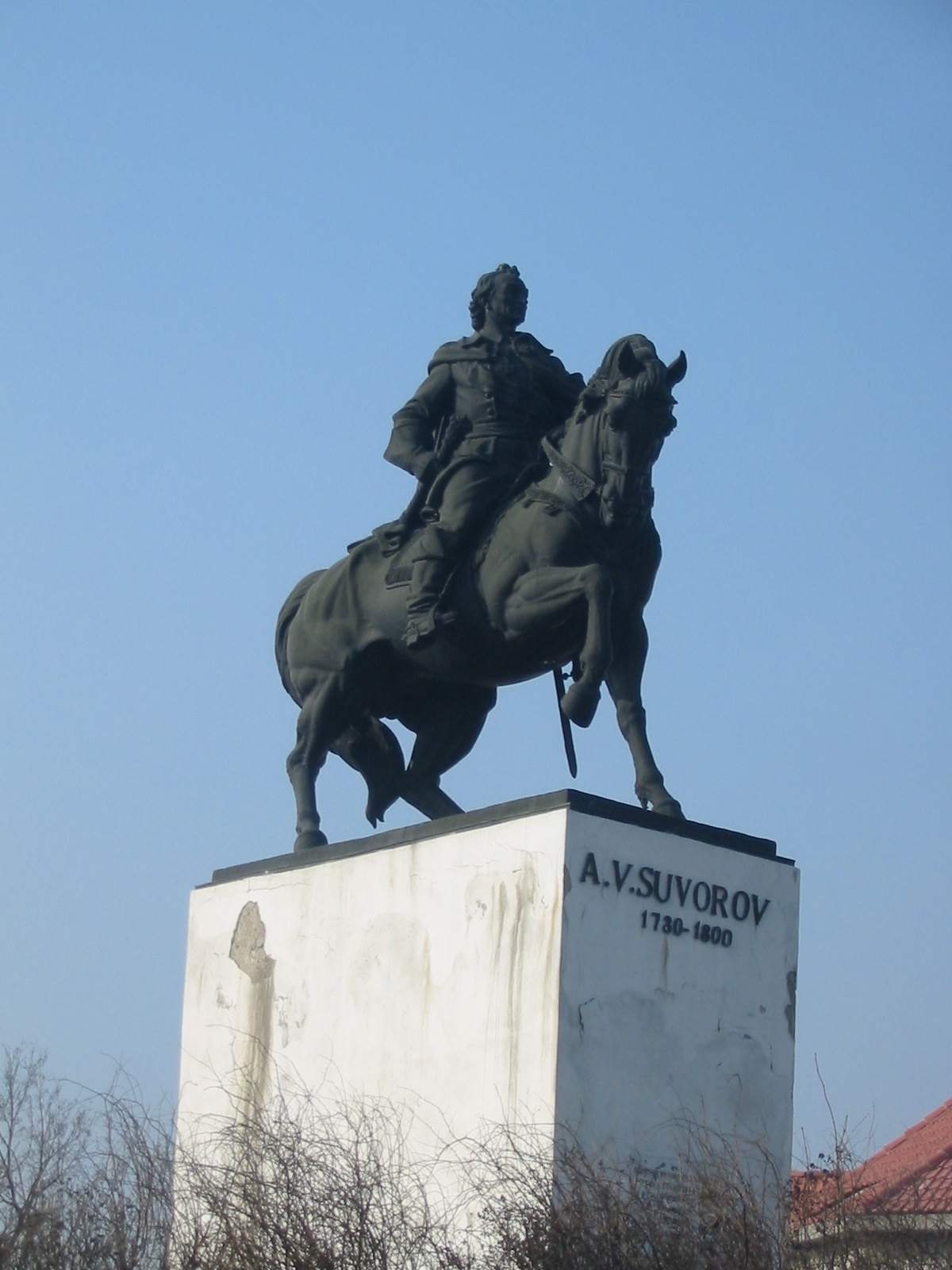
Statue équestre d'Alexandre Souvorov

## Personnalité
Ștefan Petrescu (1931-1993), tireur sportif, champion olympique, est né à Râmnicu Sărat.